# Società Sportiva Dilettantistica Potenza Calcio

Potenza Calcio é um clube de futebol italiano da cidade de Potenza que disputa a Série D. Na temporada 2006-07 conseguiu o seu retorno a Série C1 após vitória nos playoffs contra o Benevento. Disputou por 5 vezes a Série B.